# (3284) Niebuhr
(3284) Niebuhr est un astéroïde de la ceinture principale.

## Description
(3284) Niebuhr est un astéroïde de la ceinture principale. Il fut découvert le 13 juillet 1953 à Johannesbourg par Jacobus A. Bruwer. Il présente une orbite caractérisée par un demi-grand axe de 2,77 UA, une excentricité de 0,38 et une inclinaison de 6,6° par rapport à l'écliptique.

## Compléments